# Gyophora quadrilineata
Gyophora quadrilineata là một loài bướm đêm trong họ Noctuidae.